# Élections locales britanniques de 2010
Les élections locales britanniques de 2010 ont eu lieu le 6 mai.

## Résultats
| Parti | Parti                      | Conseils | Conseils | Sièges | Sièges |
| Parti | Parti                      | Élus     | +/-      | Élus   | +/-    |
| ----- | -------------------------- | -------- | -------- | ------ | ------ |
|       | Parti conservateur         | 66       | -4       | 3462   | -121   |
|       | Parti travailliste         | 37       | +17      | 2976   | +417   |
|       | Libéraux-démocrates        | 14       | -4       | 1730   | -132   |
|       | Indépendants               | 0        | =        | 63     | =      |
|       | Parti vert                 | 0        | =        | 36     | -8     |
|       | Parti national britannique | 0        | =        | 19     | -27    |
|       | Parti libéral              | 0        | =        | 15     | -1     |
|       | UKIP                       | 0        | =        | 9      | -4     |
|       | Autres                     | 0        | =        | 298    | -117   |
|       | Conseil sans majorité      | 47       | -7       |        |        |

### Arrondissements de Londres

Résultats à Londres.

| Conseil                | Majorité sortante | Majorité sortante | Majorité élue | Majorité élue |
| ---------------------- | ----------------- | ----------------- | ------------- | ------------- |
| Barking and Dagenham   |                   | Travailliste      |               | Travailliste  |
| Barnet                 |                   | Conservateur      |               | Conservateur  |
| Bexley                 |                   | Conservateur      |               | Conservateur  |
| Brent                  |                   | Sans majorité     |               | Travailliste  |
| Bromley                |                   | Conservateur      |               | Conservateur  |
| Camden                 |                   | Sans majorité     |               | Travailliste  |
| Croydon                |                   | Conservateur      |               | Conservateur  |
| Ealing                 |                   | Conservateur      |               | Travailliste  |
| Enfield                |                   | Conservateur      |               | Travailliste  |
| Greenwich              |                   | Travailliste      |               | Travailliste  |
| Hackney                |                   | Travailliste      |               | Travailliste  |
| Hammersmith and Fulham |                   | Conservateur      |               | Conservateur  |
| Haringey               |                   | Travailliste      |               | Travailliste  |
| Harrow                 |                   | Conservateur      |               | Travailliste  |
| Havering               |                   | Conservateur      |               | Conservateur  |
| Hillingdon             |                   | Conservateur      |               | Conservateur  |
| Hounslow               |                   | Sans majorité     |               | Travailliste  |
| Islington              |                   | Sans majorité     |               | Travailliste  |
| Kensington and Chelsea |                   | Conservateur      |               | Conservateur  |
| Kingston upon Thames   |                   | LibDem            |               | LibDem        |
| Lambeth                |                   | Travailliste      |               | Travailliste  |
| Lewisham               |                   | Sans majorité     |               | Travailliste  |
| Merton                 |                   | Sans majorité     |               | Sans majorité |
| Newham                 |                   | Travailliste      |               | Travailliste  |
| Redbridge              |                   | Sans majorité     |               | Sans majorité |
| Richmond upon Thames   |                   | LibDem            |               | Conservateur  |
| Southwark              |                   | Sans majorité     |               | Travailliste  |
| Sutton                 |                   | LibDem            |               | LibDem        |
| Tower Hamlets          |                   | Travailliste      |               | Travailliste  |
| Waltham Forest         |                   | Sans majorité     |               | Travailliste  |
| Wandsworth             |                   | Conservateur      |               | Conservateur  |
| Westminster            |                   | Conservateur      |               | Conservateur  |

### Arrondissements métropolitain
Dans les 36 arrondissements métropolitains, un tiers du conseil est renouvelé.
| Conseil             | Majorité sortante | Majorité sortante | Majorité élue | Majorité élue |
| ------------------- | ----------------- | ----------------- | ------------- | ------------- |
| Barnsley            |                   | Travailliste      |               | Travailliste  |
| Birmingham          |                   | Sans majorité     |               | Sans majorité |
| Bolton              |                   | Sans majorité     |               | Sans majorité |
| Bradford            |                   | Sans majorité     |               | Sans majorité |
| Bury                |                   | Conservateur      |               | Sans majorité |
| Calderdale          |                   | Sans majorité     |               | Sans majorité |
| Coventry            |                   | Sans majorité     |               | Travailliste  |
| Doncaster           |                   | Sans majorité     |               | Travailliste  |
| Dudley              |                   | Conservateur      |               | Conservateur  |
| Gateshead           |                   | Travailliste      |               | Travailliste  |
| Kirklees            |                   | Sans majorité     |               | Sans majorité |
| Knowsley            |                   | Travailliste      |               | Travailliste  |
| Leeds               |                   | Sans majorité     |               | Sans majorité |
| Liverpool           |                   | LibDem            |               | Travailliste  |
| Manchester          |                   | Travailliste      |               | Travailliste  |
| Newcastle upon Tyne |                   | LibDem            |               | LibDem        |
| North Tyneside      |                   | Conservateur      |               | Sans majorité |
| Oldham              |                   | Sans majorité     |               | Sans majorité |
| Rochdale            |                   | LibDem            |               | Sans majorité |
| Rotherham           |                   | Travailliste      |               | Travailliste  |
| St Helens           |                   | Sans majorité     |               | Travailliste  |
| Salford             |                   | Travailliste      |               | Travailliste  |
| Sandwell            |                   | Travailliste      |               | Travailliste  |
| Sefton              |                   | Sans majorité     |               | Sans majorité |
| Sheffield           |                   | LibDem            |               | Sans majorité |
| Solihull            |                   | Conservateur      |               | Sans majorité |
| South Tyneside      |                   | Travailliste      |               | Travailliste  |
| Stockport           |                   | LibDem            |               | LibDem        |
| Sunderland          |                   | Travailliste      |               | Travailliste  |
| Tameside            |                   | Travailliste      |               | Travailliste  |
| Trafford            |                   | Conservateur      |               | Conservateur  |
| Wakefield           |                   | Travailliste      |               | Travailliste  |
| Walsall             |                   | Conservateur      |               | Conservateur  |
| Wigan               |                   | Travailliste      |               | Travailliste  |
| Wirral              |                   | Sans majorité     |               | Sans majorité |
| Wolverhampton       |                   | Sans majorité     |               | Sans majorité |

### Autorité unitaire
Dans les 20 autorités unitaires, un tiers du conseil est renouvelé.

### Mairies
| Mairie   | Maire sortant | Maire sortant     | Maire sortant | Maire élu | Maire élu         | Maire élu    |
| -------- | ------------- | ----------------- | ------------- | --------- | ----------------- | ------------ |
| Hackney  |               | Jules Pipe        | Travailliste  |           | Jules Pipe        | Travailliste |
| Lewisham |               | Steve Bullock     | Travailliste  |           | Steve Bullock     | Travailliste |
| Newham   |               | Robin Wales       | Travailliste  |           | Robin Wales       | Travailliste |
| Watford  |               | Dorothy Thornhill | LibDem        |           | Dorothy Thornhill | LibDem       |